# Olympische Sommerspiele 1904/Leichtathletik – Hammerwurf (Männer)
Der Hammerwurf der Männer bei den Olympischen Spielen 1904 in St. Louis wurde am 29. August 1904 im Francis Field entschieden.
Olympiasieger wurde in einem rein  US-amerikanischen Teilnehmerfeld John Flanagan. Silber ging an John DeWitt, Bronze gewann Ralph Rose.

## Rekorde
| Weltrekord         | 52,71 m | John Flanagan | USA | New York (USA), 31. Juli 1904     |
| Olympischer Rekord | 49,73 m | John Flanagan | USA | OS von Paris (FRA), 16. Juli 1900 |

Folgende Rekorde wurden im Hammerwurf bei diesen Olympischen Spielen gebrochen oder eingestellt:
| OR | 51,23 m | John Flanagan | USA | 29. August |

## Ergebnis
| Platz | Athlet           | Land | Weite (m) |
| ----- | ---------------- | ---- | --------- |
| 1     | John Flanagan    | USA  | 51,230 OR |
| 2     | John DeWitt      | USA  | 50,265000 |
| 3     | Ralph Rose       | USA  | 45,730000 |
| 4     | Charles Chadwick | USA  | 42,785000 |
| 5     | James Mitchel    | USA  | k. A.000  |
| 6     | Albert Johnson   | USA  | k. A.000  |

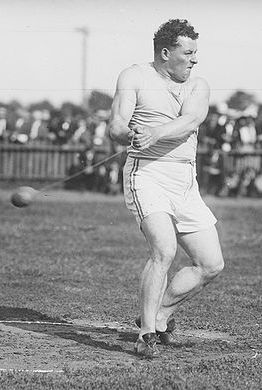
John Flanagan, Olympiasieger im Hammerwurf und Vierter im Diskuswurf

Sechs Athleten, ausschließlich US-Amerikaner, nahmen an diesem Wettbewerb teil. Die Würfe waren aus einem Ring mit sieben Fuß auszuführen. Das entspricht wie in den anderen Wurfdisziplinen und dem Kugelstoßen den heutigen Regeln für die Ringgröße von 2,13 m. Zur Technik ist überliefert, dass John Flanagan vor dem Abwurf zwei Umdrehungen ausführte, Ralph Rose nur eine. Der Wettkampf war bereits nach einem Durchgang entschieden, da die drei Erstplatzierten sich nicht mehr verbesserten. Flanagan bestätigte seine Favoritenrolle und gewann die Goldmedaille. Er war damit neben Meyer Prinstein und Ray Ewry der einzige Leichtathlet, der seinen Olympiasieg von den Spielen 1900 in Paris wiederholen konnte.
Für die Plätze zwei bis vier sind in den hier eingesetzten Quellen teilweise abweichende Weiten im Zentimeter- oder halben Zentimeterbereich ausgewiesen. Dabei handelt es sich vermutlich um durch Umrechnung aus dem englischen Maßsystem oder auch durch Rundung zustande gekommene Resultate. Gemessen wurde damals in vielen Disziplinen beim Werfen und Springen tatsächlich im halben Zentimeter-Bereich, manchmal sogar noch detaillierter, wie bei diesen Olympischen Spielen im Hochsprung. Der Sechstplatzierte ist bei zur Megede nicht aufgeführt.

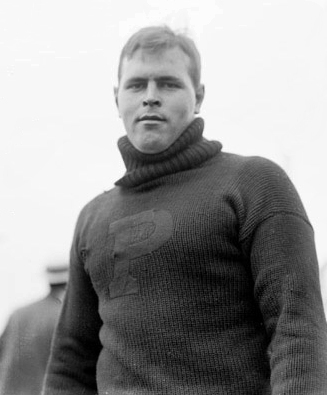
Silbermedaillengewinner John DeWitt
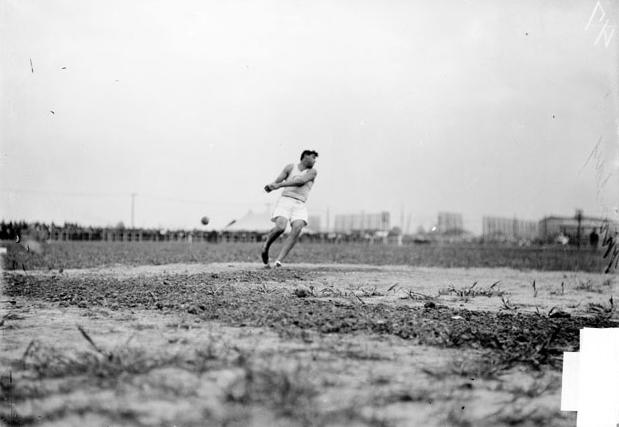
Der Olympiadritte Ralph Rose, Olympiasieger im Kugelstoßen und Zweiter im Diskuswurf
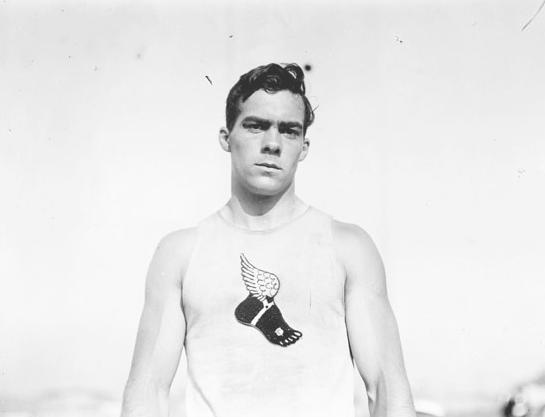
Charles Chadwick belegte Rang vier
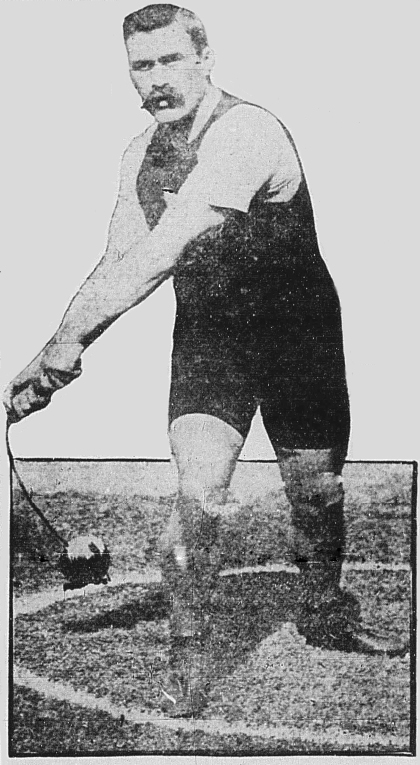
James Mitchel, Fünfter im Hammerwurf, Sechster im Diskuswurf und Dritter im Gewichtwurf